# Evangelische Kirche Hoof (Schauenburg)

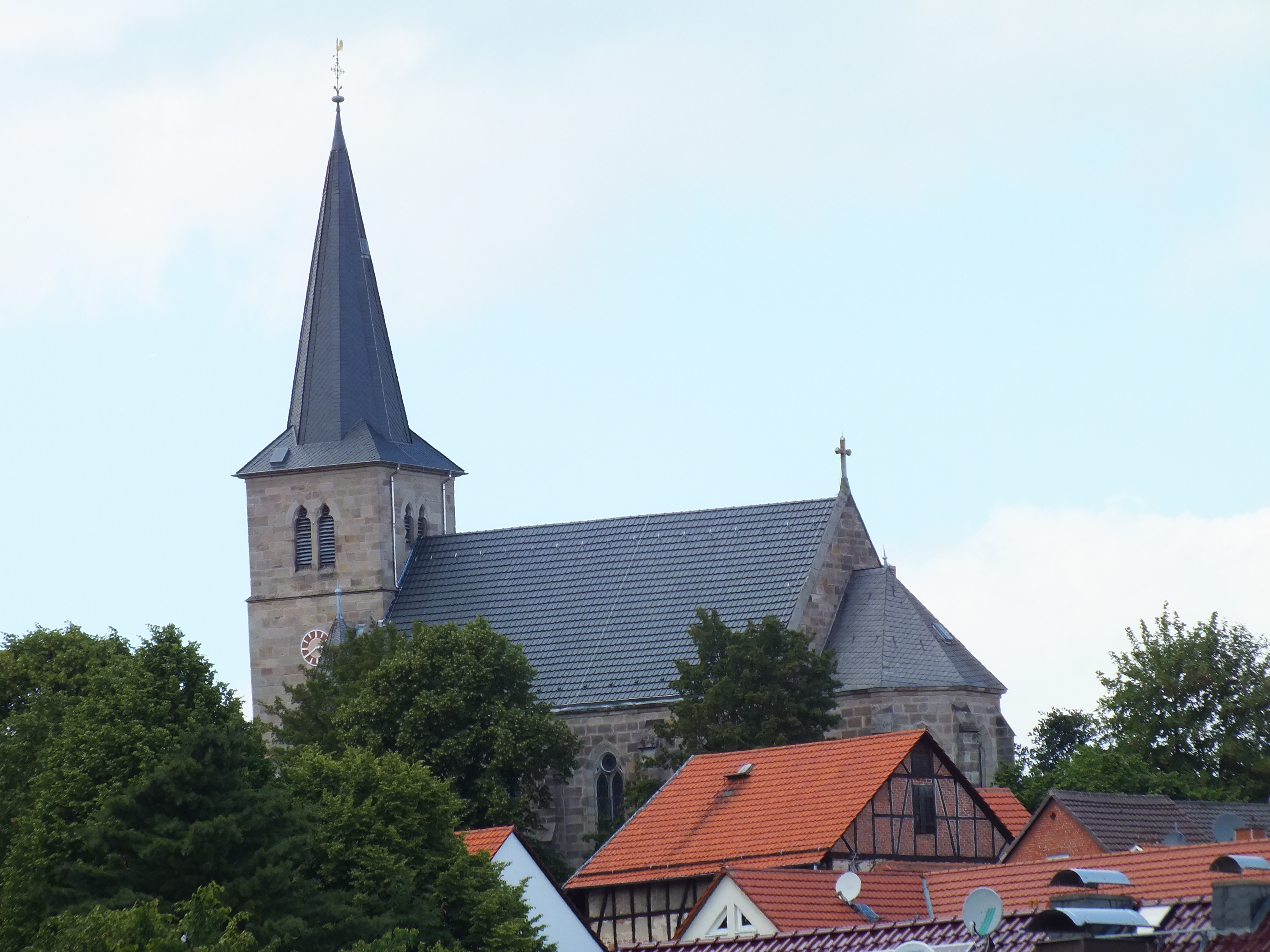
Evangelische Kirche Hoof (Schauenburg)

Die evangelische Kirche Hoof (Schauenburg) ist ein denkmalgeschütztes Kirchengebäude, das im Ortsteil Hoof der Gemeinde Schauenburg im Landkreis Kassel (Hessen) steht. Die Kirchengemeinde gehört zum Kirchenkreis Kaufungen im Sprengel Kassel der Evangelischen Kirche von Kurhessen-Waldeck.

## Geschichte und Architektur
1889 wurde der romanische Vorgängerbau abgerissen und 1890/91 an dessen Stelle eine neugotische Saalkirche aus Quadermauerwerk nach Plänen des Kasseler Baurats August Schuchhardt gebaut. Der Kirchturm steht im Westen. Sein oberstes Geschoss hat Biforien als Klangarkaden. Darauf sitzt ein achtseitiger, spitzer, schiefergedeckter Helm. An das Langhaus mit vier Jochen schließt sich der eingezogene Chor mit 5/8-Schluss an. 
Der Innenraum des mit einem Satteldach bedeckten Langhauses ist mit einem polygonal gebrochenen Tonnengewölbe, der Chor mit einem Kreuzrippengewölbe überspannt. Die Patronatsloge ist von innen und von außen über einen Anbau begehbar. Die Orgel wurde 1912 von Eduard Vogt gebaut.